# Gianni Vasino
Gianni Vasino, all'anagrafe Gian Antonio Vasino (Berra, 5 novembre 1936 – Genova, 8 maggio 2025), è stato un giornalista, scrittore e conduttore televisivo italiano.

## Biografia
Nato a Serravalle, allora frazione di Berra e oggi di Riva del Po, in provincia di Ferrara il 5 novembre 1936, si trasferì con la famiglia a Sanremo dove iniziò a collaborare con i quotidiani.
Nel 1960 è chiamato a Milano dal quotidiano del pomeriggio Corriere Lombardo. Torna a Genova e passa a Il Nuovo Cittadino, diventando giornalista professionista. Nel 1968 vince le selezioni regionali del concorso Rai per radio tele cronisti. Dopo un corso di otto mesi a Roma, dove è alunno di Paolo Valenti e Umberto Eco, nel 1970 viene assunto alla sede genovese della Rai, dove si occupa di cronaca nera e di avvenimenti sportivi.
Viene quindi scelto da Paolo Valenti per collaborare a 90º minuto.
Per poter coprire giornalisticamente i molti eventi calcistici di Milan, Inter e Atalanta, per anni fece spola tra Milano e la redazione genovese. Nel 1974 si trasferì quindi alla redazione sportiva di Milano, occupandosi di calcio e di altri sport, e seguendo con le sue telecronache gli sport acquatici; commentò Olimpiadi, campionati mondiali ed europei. Nel 1992 venne nominato capo redattore e lasciò il video mantenendo la titolarità degli sport acquatici e conducendo la rubrica di pallamano Di mano in mano fino al 1995, quando si dimise e tornò a Genova, dove era sempre rimasta la sua famiglia.
Nel 1989 partecipò al Rally di Monte Carlo in qualità di copilota di Dario Cerrato su una Lancia Delta HF Integrale, sponsorizzata proprio da Royal Dutch Shell e Rai 2, raggiungendo un 7º posto assoluto.
Per il TG 2 delle 13 inventò la trasmissione Come noi, dedicata ai problemi dei disabili.
Negli anni successivi collaborò con numerose televisioni e radio locali (Tele Romagna Mia a Cesena, Tele Nord, Tele Genova, Primo Canale, Antenna Blue Radio 19 a Genova). Dal 1990 al 1995 ha condotto, insieme a Mario Corso, la trasmissione calcistica sulla Serie B A tutta B, in onda il lunedì pomeriggio su Rai 3.
Nel 1974 ha scritto il saggio Malavita senza segreti (Edizioni Virgilio) e nel 1976 Bandiere ombra e armatori fantasma (Mursia) sul fenomeno delle carrette del mare.
Nel 2014 ha riassunto le esperienze professionali nel libro Da 90º minuto alle Olimpiadi, cronache di 30 anni di sport (Edizioni De Ferrari).